# John James (remero)
John Jesse James (21 de septiembre de 1937) es un deportista británico que compitió en remo. Participó en los Juegos Olímpicos de Tokio 1964, obteniendo una medalla de plata en la prueba de cuatro sin timonel.

## Palmarés internacional
| Juegos Olímpicos | Juegos Olímpicos | Juegos Olímpicos | Juegos Olímpicos   |
| Año              | Lugar            | Medalla          | Prueba             |
| ---------------- | ---------------- | ---------------- | ------------------ |
| 1964             | Tokio (Japón)    | Medalla de plata | Cuatro sin timonel |